# Boletus rubroflammeus
Bolétus rubroflámmeus (лат.) — вид грибов из рода боровик (Boletus) семейства болетовые (Boletaceae).

## Биологическое описание
- Шляпка 6—20 см в диаметре, сначала выпуклой, затем широко-выпуклой формы, сухая, в молодом возрасте с сероватым отливом, винно-красного цвета, с возрастом не выцветает.
- Мякоть мягкая, жёлтого цвета, на воздухе быстро становится синей, без особого запаха и вкуса.
- Гименофор трубчатый, тёмно-красного цвета. Трубочки до 2 см глубиной, жёлтого цвета, на воздухе быстро синеют. Поры округлые, мелкие.
- Ножка 6—8 см длиной и 1—3 см толщиной, цилиндрической или сулавовидной формы, в верхней части жёлтого, ниже одного цвета со шляпкой, покрытая тёмно-красной сеточкой.
- Споровый порошок оливково-коричневого цвета. Споры 10—14×4—5 мкм, гладкие, удлинённой формы, неамилоидные. Базидии булавовидной формы, четырёхспоровые, 30—40×8—9 мкм. Плевроцистиды редкие, 28—37×9—14 мкм. Хейлоцистиды многочисленные, 18—35×5—9 мкм.
- Ядовит.
- Произрастает обычно группами, в широколиственных лесах. Известен из Северной Америки.

## Сходные виды
- Boletus flammans E.A. Dick & Snell 1965 отличается жёлтым основанием ножки.
- Boletus rhodoxanthus (Krombh.) Kallenb. 1925 отличается более светлой шляпкой. Встречается в Европе.